# Turzyniec (Podklasztor)
Turzyniec – część wsi Podklasztor w Polsce, położona województwie lubelskim, w powiecie zamojskim, w gminie Krasnobród.
W latach 1975–1998 Turzyniec administracyjnie należał do województwa zamojskiego.
Dawna osada młyńska, w 1864 r. osada młyńska, licząca 11 mórg, została przekazana chłopom z Podklasztoru.
Znajduje się nad rzeką Wieprz w pobliżu Kaplicy na Wodzie.
Być może nazwa przysiółka wiąże się z ks. Ludwikiem Turzynieckim, ostatnim przeorem klasztoru o.o. dominikanów w Krasnobrodzie w latach 1857–1864.
Wierni Kościoła rzymskokatolickiego należą do parafii Nawiedzenia Najświętszej Maryi Panny w Krasnobrodzie.